# Marie-Joseph-Léonce-Guy Pinon
Marie-Joseph-Léonce-Guy Pinon, francoski general, * 8. julij 1888, † 2. julij 1947.